# Clydonium diazi
Clydonium diazi är en stekelart som beskrevs av Ian D. Gauld 1991. Clydonium diazi ingår i släktet Clydonium och familjen brokparasitsteklar. Inga underarter finns listade i Catalogue of Life.